# Daihatsu Wake
La Daihatsu Wake (giapponese: ダイハツ ・ ウェイク, Daihatsu Weku) è un'automobile del tipo kei car prodotta dalla casa automobilistica giapponese Daihatsu dal 2014 al 2022.

## Descrizione
La vettura è stata anticipata dalla concept car Deca Deca che è stata presentata in due versioni al salone di Tokyo del 2009 e del 2013. Le vendite sono iniziate il 10 novembre 2014 e viene anche commercializzata come Toyota Pixis Mega e in versione furgone chiamata Hijet Caddy.
La vettura è alimentata da un motore a benzina 3 cilindri bialbero da 658 cm³ in versione aspirata da 52 CV (KF-VE) e turbo da 64 CV (KF-DET), abbinata ad una trasmissione a variazioni continua CVT.